# Vincent Winterhalter
Pour les articles homonymes, voir Winterhalter.
Vincent Winterhalter, né le 23 juin 1964 à Martigues, est un acteur français.

## Biographie
Vincent Winterhalter se forme au métier d'acteur au Herbert Berghof Studio de New York et à l'École du Cirque Fratellini.
Au théâtre, il est mis en scène par Georges Lavaudant dans Le Roi Lear, Hélène Vincent dans Tableau d'une exécution, Laurent Laffargue dans Beaucoup de bruit pour rien, Didier Bezace dans La Version de Browning.
Au cinéma, il tourne avec Claude Lelouch dans Une pour toutes, Catherine Corsini dans La Nouvelle Ève, Rémi Bezançon dans Le Mystère Henri Pick.
À la télévision, il participe à de nombreux téléfilms et séries telles que Nicolas Le Floch, Le Sang de la vigne, Fais pas ci, fais pas ça et interprète le Commandant Paul Jansac dans la Collection Crime à... aux côtés de Florence Pernel.

### Vie privée
Vincent Winterhalter est le fils du comédien Jean-Frédéric Winterhalter, dit Vania Vilers.
Il est marié avec l'actrice Marie Bunel. Ils ont deux garçons nés en 1998 et 2000

## Filmographie

### Cinéma

#### Longs métrages
- 1991 : Aux yeux du monde d'Éric Rochant : Le client
- 1991 : Rien que des mensonges de Paule Muret
- 1993 : L'Instinct de l'ange de Richard Dembo : Hippolyte
- 1998 : Ça ne se refuse pas d'Éric Woreth : Gauss
- 1999 : La Nouvelle Ève de Catherine Corsini : Gilles
- 1999 : Une pour toutes de Claude Lelouch : Jean-Marc
- 2003 : Love Express d'Elena Hazanov : André
- 2005 : Ma vie en l'air de Rémi Bezançon : Eddy
- 2007 : French Film de Jackie Oudney : Homme appartement
- 2010 : La Cité de Kim Nguyen : Félix Lamy
- 2016 : Parenthèse de Bernard Tanguy : Raphaël
- 2019 : Le Mystère Henri Pick de Rémi Bezançon : Gérard Despero
- 2019 : Vous êtes jeunes, vous êtes beaux de Franchin Don : Lahire
- 2023 : La Voie royale de Frédéric Mermoud : M. Radeck
- 2024 : The Killer de John Woo : magistrat
- 2025 : Une place pour Pierrot de Hélène Médigue : Alexandre

#### Courts métrages
- 1998 : Clémence de Stéphane Chomant
- 2003 : Ticket choc de Marie-Pierre Huster - Thomas
- 2011 : La Baby-sitter de Michel Léviant
- 2011 : Même pas peur de  Michel Léviant - Antoine
- 2013 : Parenthèse de Bernard Tanguy - Raphaël
- 2015 : À court d'enfants  de Marie-Hélène Roux - Lucien Roblin
- 2016 : Trois mois de Diego Aldama

### Télévision
- 1995 : Les feux de la Saint-Jean de François Luciani: Martial
- 1995 : Ange Espérandieu de Alain Schwartzstein : Stan
- 1995 : L'Instit, épisode Aimer par cœur réalisé par Pierre Lary : Pierre
- 1996 : L'Histoire du samedi, épisodes L'île aux secrets réalisé par Bruno Herbulot
- 1996 : Julie Lescaut, épisode La Fête des mères réalisé par Josée Dayan : Chef du RAID
- 1997 : Le Roi en son moulin de Jacob Berger : Jean
- 1997 : Marion du Faouët, chef des voleurs de Michel Favart : Gilbert Pécourt
- 1997 : Les Cordier, juge et flic, épisode Le petit frère  réalisé par Gilles Béhat : Lucas
- 1998 : Le Horsain de Philippe Venault : L'instituteur
- 1999 : Le Boiteux : Baby blues de Paule Zajdermann : Deveure
- 2000 : Le Baptême du boiteux de Paule Zajdermann : Deveure
- 2002 : La Bête du Gévaudan de Patrick Volson : Le comte de Morangies
- 2002 : Un été amoureux de Jacques Otmezguine : Simon
- 2002 : Joséphine, ange gardien, épisode La plus haute marche réalisé par David Delrieux : Yann
- 2003 : L'Adieu de François Luciani : Capitaine Denfert
- 2003 : Penn sardines de Marc Rivière : Paul Thirion
- 2003 : Lucile et le petit prince  de Marian Handwerker : Tony Fabre
- 2004 : Maigret, épisode Maigret et la demoiselle de compagnie réalisé par Franck Appréderis : Philippe Deligeard
- 2005 : Engrenages, série créée par Alexandra Clert et Guy-Patrick Sainderichin, saison 1 : Vincent Leroy
- 2006 : Henry Dunant, du rouge sur la croix de Dominique Othenin-Girard
- 2006 : La Dame d'Izieu  de Alain Wermus : Miron Zlatin
- 2008-2015 : Nicolas Le Floch, série, saisons 1 à 6 : Docteur Scemacgus
- 2011 : Les Petits Meurtres d'Agatha Christie, épisode Cinq petits cochons réalisé par Éric Woreth : Diego Varga
- 2011-2012 : Le Sang de la vigne, série créée par Marc Rivière, saisons 1 et 2 :  le commandant Barbaroux
- 2011-2014 : Fais pas ci, fais pas ça, série créée par Anne Giafferi et Thierry Bizot, saisons 3 à 7 : Jean-Claude (Maire de Sèvres)
- 2013 : Le Grand Georges de François Marthouret : Malot
- 2013 : Cherif, épisode Blackjack réalisé par Julien Zidi : Éric Verdier
- 2013 : Candice Renoir, épisode À tout seigneur, tout honneur réalisé par Christophe Douchand et Nicolas Picard-Dreyfuss : Denis Martel
- 2014 : Crime en Aveyron de Claude-Michel Rome : le capitaine Paul Jansac
- 2014 : Crime en Lozère de Claude-Michel Rome : le commandant Paul Jansac
- 2014 : Un père coupable de Caroline Huppert : Pierre Lavier
- 2015 : On se retrouvera de Joyce Buñuel : Roland
- 2015 : Crime à Aigues-Mortes de Claude-Michel Rome : le commandant Paul Jansac
- 2016 : Crime à Martigues de Claude-Michel Rome : le commandant Paul Jansac
- 2017 : Les Mystères de l'île de François Guérin : Bernard
- 2017 : Crime dans les Alpilles d'Éric Duret : le commandant Paul Jansac
- 2018 : Cassandre, épisode Loup gris réalisé par François Guérin : Colonel Husson
- 2020 : Mongeville, épisode Le bal des Tartuffes de Denis Malleval : Jean-Benoit Major
- 2021 : Jugée coupable : Michel Jourdan
- 2022 : Le Village des endormis de Philippe Dajoux : Cyril
- 2022 : L'Art du crime, épisode Manet : Clément Courrège
- 2023 : Meurtres à Arles d'Octave Raspail : Manuel Cortes
- 2023 : Fiancés malgré eux (A Paris Proposal), réalisé par Jessica Harmon : Louis Durand
- 2024 : Franklin (mini-série) : Jacques Necker
- 2026 : Impacts d'Alain Tasma : Auguste Tèmme

## Théâtre

### Comédien
- 1992 : Le Siège de Numance de Miguel de Cervantes, mise en scène Robert Cantarella, Festival d'Avignon
- 1996 : Le Roi Lear de William Shakespeare, mise en scène Georges Lavaudant, Odéon-Théâtre de l'Europe, TNP Villeurbanne, Théâtre national de Strasbourg
- 2001 : Tableau d'une exécution de Howard Barker, mise en scène Hélène Vincent, Théâtre du Gymnase, Le Quartz, Nouveau théâtre d'Angers, Théâtre national de Toulouse Midi-Pyrénées, Théâtre des Célestins, tournée
- 2002 : Tableau d'une exécution de Howard Barker, mise en scène Hélène Vincent, tournée
- 2004 : Beaucoup de bruit pour rien de William Shakespeare, mise en scène Laurent Laffargue, Théâtre de la Ville et tournée
- 2005 : Merlin de Tankred Dorst, mise en scène Jorge Lavelli
- 2005 : La Version de Browning de Terence Rattigan, mise en scène Didier Bezace, Théâtre de la Commune
- 2006-2008 : Mademoiselle Julie d'August Strindberg, mise en scène Jacques Vincey, Théâtre Vidy-Lausanne à Lausanne et tournée
- 2006 : Nuit blanche de Gérald Aubert, mise en scène de Gildas Bourdet, Théâtre de l'Ouest parisien
- 2007 : May de Hanif Kureishi, mise en scène Didier Bezace, Théâtre de la Commune
- 2009 : Stuff Happens de David Hare, mise en scène Bruno Freyssinet et William Nadylam, Théâtre des Amandiers
- 2009 : Mary Stuart de Friedrich von Schiller, mise en scène Stuart Seide, Théâtre du Nord, Théâtre national de Nice, Théâtre Gérard Philipe
- 2009 : Le Mec de la tombe d'à côté de Katarina Mazetti, mise en scène Panchika Velez
- 2010 : Stuff Happens de David Hare, mise en scène Bruno Freyssinet et William Nadylam, TNP Villeurbanne
- 2010 : Mary Stuart de Friedrich von Schiller, mise en scène Stuart Seide, Théâtre du Nord, Théâtre national de Toulouse Midi-Pyrénées, Nouveau théâtre d'Angers
- 2011 : Mary Stuart de Friedrich von Schiller, mise en scène Stuart Seide, Théâtre national de Strasbourg
- 2012 : Simpatico de Sam Shepard, mise en scène Didier Long, Théâtre Marigny
- 2014 : 14-18, Le temps de nous aimer de Thierry Secretan, mise en scène Patrick Pineau, Le Grand T
- 2015 : La Mégère apprivoisée de William Shakespeare, mise en scène Mélanie Leray, tournée, Théâtre de la Ville
- 2015 : Trissotin ou Les Femmes savantes de Molière, mise en scène Macha Makeïeff, tournée
- 2017 : Bankable de Philippe Madral, mise en scène Daniel Colas, théâtre Montparnasse
- 2017 : La Fuite! de Mikhaïl Boulgakov, mise en scène Macha Makeïeff, La Criée
- 2018 : Le Tartuffe de Molière, mise en scène Gérald Garutti, Londres, Theatre Royal Haymarket
- 2020 : Tout l'univers de et mise en scène Olivier Brunhes, Théâtre de Belleville[5]
- 2021-2022 : Tartuffe de Molière, mise en scène Macha Makeïeff, La Criée - Théâtre national de Marseille, tournée
- 2023 : Bungalow 21 d'Eric-Emmanuel Schmitt, mise en scène Jérémie Lippmann, Théâtre de la Madeleine
- 2025 : Les Suppliques, conception et écriture de Julie Bertin, Jade Herbulot et du collectif Le Birgit Ensemble
- 2025 : Dom Juan d’après Molière, mise en scène Macha Makeïeff

### Mise en scène
- 2010 : Une vie et des poussières de Marie Berto et Alexandre Barbera, co-mis en scène avec Pascal Lahmani,  Théâtre Essaïon[6]

## Distinctions

### Nominations
- Molières 2025 : Molière du comédien dans un second rôle pour Dom Juan